# Південь Росії (держава)
Південь Росії, Південь Росії (рос. Южная Росси́я, Юг Росси́и; також Білий Південь, Білий Південь Росії, в радянській історіографії іноді «Денікія», «Добровілля») — держава на території південного заходу колишньої Російської імперії, підконтрольній білогвардійській Добровольчій армії, а потім Збройним силам Півдня Росії (ЗСПР) у період Громадянської війни в Росії 1919—1920.
Влада на Півдні Росії де-факто перебувала в руках військових. Функції глави держави виконував Головнокомандувач ЗСПР. На Півдні Росії, зокрема, випускалася своя валюта (рубль ЗСПР), функціонував власний законодавчий (Особлива нарада при Главкомі ЗСПР) та виконавчий (Командування військових областей) органи, працювали державні та культурні установи. Фактично територія, підконтрольна білій владі, не була стабільною і весь час змінювалася в результаті успіхів або невдач бойових дій: у різний час до складу Півдня Росії як територіального утворення входили Кубань, Крим, Наддніпрянська, Слобідська та Південна Україна, Чорнозем'я, Нижнє Поволжя, Північний Кавказ та інші географічні та адміністративні одиниці колишньої Російської імперії.